# 寒川町立旭小学校
寒川町立旭小学校（さむかわちょうりつ あさひしょうがっこう）は、神奈川県高座郡寒川町倉見にある公立小学校。

## 沿革
（沿革節の主要な出典は公式サイト）
- 1961年（昭和36年）
  - 4月1日 - 開校。
  - 6月1日 - 校章制定。
- 1962年（昭和37年）10月7日 - 校歌制定。
- 1964年（昭和39年）7月1日 - プール開設。
- 1966年（昭和41年）
  - 3月25日 - 鉄筋コンクリート3階建校舎6教室落成。
  - 3月28日 - 開校5周年記念式典挙行。
- 1970年（昭和45年）
  - 3月1日 - 鉄筋コンクリート3階建校舎9教室落成。
  - 3月20日 - 森諦記念体育館落成。
- 1971年（昭和46年）3月20日 - 創立10周年記念式典挙行。第1回卒業生より、記念樹寄贈される。
- 1972年（昭和47年）12月22日 - 南棟第3期コンクリート校舎落成。
- 1975年（昭和50年）3月20日 - プール完成。
- 1976年（昭和51年）2月17日 - 北棟校舎完成。
- 1977年（昭和52年）12月25日 - 給食室完成。
- 1980年（昭和55年）
  - 3月5日 - 南棟第4期コンクリート校舎落成。
  - 10月18日 - 創立20周年記念式典挙行。
- 1985年（昭和60年）10月18日 - 米飯給食開始。
- 1989年（平成元年）7月 - 校舎南棟内部改装。
- 1991年（平成3年）3月 - 体育館落成。創立30周年記念誌発行。
- 1998年（平成10年）8月 - 南棟耐震工事完了。体育小屋改装。
- 2000年（平成12年）
  - 6月23日 - 開校40周年のつどい開催。
  - 6月29日 - 開校40周年航空写真撮影。
- 2001年（平成13年）2月 - 開校40周年記念誌発行。
- 2002年（平成14年）7月 - この月から10月にかけて、北棟大改修工事・トイレ全面改修工事。
- 2005年（平成17年）8月 - 校内放送設備全面改修。
- 2010年（平成22年）6月25日 - 開校50周年記念行事挙行し、記念誌発行・航空写真撮影。PTAより和太鼓寄贈・第1回卒業生よりテント寄贈。
- 2012年（平成24年）4月 - 特別支援学級（たけのこ級）の開設（知的・情緒・肢体）。
- 2013年（平成25年）4月 - 特別支援学級（たけのこ級）に弱視級を開設。
- 2014年（平成26年）8月 - 体育館非構造物耐震工事及びLED照明化完了。
- 2015年（平成27年）5月27日 - 開校55周年を記念して航空写真撮影を行った。
- 2018年（平成30年）3月 - 南側防球ネットの設置。
- 2019年（令和元年）6月 - 普通教室等に空調機設置。

## 学校教育目標
出典
「かしこく やさしく たくましく」
〜心豊かにたくましく、自ら深く学ぶ子どもの育成〜

## 通学区域
出典
- 倉見（全域）
- 宮山
  - 2045番地（目久尻川より西側）
  - 2142〜2199番地
  - 2200〜2241番地
  - 2249〜2251番地
  - 2253番地（2〜4号）
  - 2258〜2259番地
  - 2456〜2504番地
  - 2714〜3725番地
  - 3733番地
  - 3737〜3745番地
  - 3815〜3820番地
  - 4459〜4506番地

## 主な進学先
出典
- 寒川町立寒川中学校
- 寒川町立旭が丘中学校

## 交通
- JR相模線倉見駅から、徒歩で約1km・約15分[5]。

- JR相模線寒川駅及びJR相模線・小田急小田原線・相鉄本線海老名駅から、神奈川中央交通「海73」のバスで、
  - 「北部文化福祉会館前」バス停下車後、徒歩約350m・約6分。
  - 「キリンビバレッジ前」バス停下車後、徒歩約280m・約5分。

## 周辺
- セブンイレブン寒川倉見南町店

## 著名な出身者
- 甲萌香（バレーボール選手：NECレッドロケッツ）